# Burimamida
La burimamida es un antagonista de los receptores H2, y H3 que a pH fisiológico es mayormente inactivo. Fue investigado como antiulceroso en la década de 1970, no estando en la actualidad incluido en la clasificación ATC.
A mediados de 1960 se investigó el papel de la histamina en la secreción del ácido gástrico. Se buscaron entonces sustancias que puedan bloquear los receptores para esta actividad de la histamina, función que no habían sido capaces de realizar los antihistamínicos conocidos hasta ese momento. Después de 8 años, James Black y sus compañeros de trabajo publican pruebas de la primera sustancia antagonista H2de la histamina: la burimamida. Como esta sustancia no era adecuada para la terapia oral, la investigación continuó. La metiamida fue sintetizada a continuación, con grandes resultados, pero con una seguridad clínica cuestionable. Esto llevó a seguir investigando hasta dar con la cimetidina, primer anti H2 comercializado y de gran importancia hasta la llegada de la ranitidina y finalmente de los inhibidores de la bomba de protones.